# Madatyphlops boettgeri
Espèce
Synonymes
- Typhlops boettgeri Boulenger, 1893

Statut de conservation UICN

 LC  : Préoccupation mineure
Madatyphlops boettgeri est une espèce de serpents de la famille des Typhlopidae. 

## Répartition
Cette espèce est endémique du Sud-Ouest de Madagascar.

## Taxinomie
Cette espèce a été placée en synonymie avec Madatyphlops arenarius par Guibé en 1958, cette synonymie a été levée par Wallach et Glaw en 2009.

## Étymologie
Cette espèce est nommée en l'honneur d'Oskar Boettger.

## Publication originale
- Boulenger, 1893 : Catalogue of the Snakes in the British Museum (Natural History), vol. 1, p. 1-448 (texte intégral).